# Iglesia Bautista de Nueva Esperanza (Newark)
La Iglesia Bautista de Nueva Esperanza (en inglés, New Hope Baptist Church) es una iglesia bautista en Newark (Estados Unidos). Está ubicada en 106 Sussex Avenue en University Heights. Ella está afiliada a la Convención Bautista Nacional de Estados Unidos.

## Historia
New Hope comenzó sus servicios como una "misión" en el hogar de Addie y Maggie Vine. La iglesia fue organizada el 2 de junio de 1903 por la pequeña pero creciente comunidad afroamericana de Newark e incorporada el 1 de mayo de 1918.
Los miembros famosos de la congregación incluyen a la fallecida cantante de pop/R&B Whitney Houston, quien creció asistiendo a la iglesia y cantando en el coro, así como a sus primas Dionne y Dee Dee Warwick. La madre de Whitney, Cissy Houston, también es miembro activo de toda la vida de la congregación y es miembro de la Junta de Diaconisas.

## Eventos
En 2010, Cory Booker inició su candidatura a la reelección de alcalde de Newark en la iglesia. Cissy Houston ha sido durante mucho tiempo una influencia musical en la iglesia. Los servicios funerarios para Whitney Houston, un miembro de toda la vida de la congregación, se llevaron a cabo en la Iglesia Bautista New Hope. El gobernador de Nueva Jersey, Chris Christie, comenzó sus actividades de inauguración en la iglesia en 2009 y 2014.